# تپه کول یری
تپه کول یری مربوط به دوره ساسانیان - سده‌های میانه دوران‌های تاریخی پس از اسلام است و در شهرستان مراغه، بخش مرکزی، دهستان سراجوی شمالی، روستای خانقاه واقع شده و این اثر در تاریخ ۲۷ اسفند ۱۳۸۶ با شمارهٔ ثبت ۲۲۲۵۹ به‌عنوان یکی از آثار ملی ایران به ثبت رسیده است.